# Bruchomorpha dorsolineata
Bruchomorpha dorsolineata är en insektsart som beskrevs av Caldwell 1945. Bruchomorpha dorsolineata ingår i släktet Bruchomorpha och familjen Caliscelidae. Inga underarter finns listade i Catalogue of Life.